# Cầu Bình

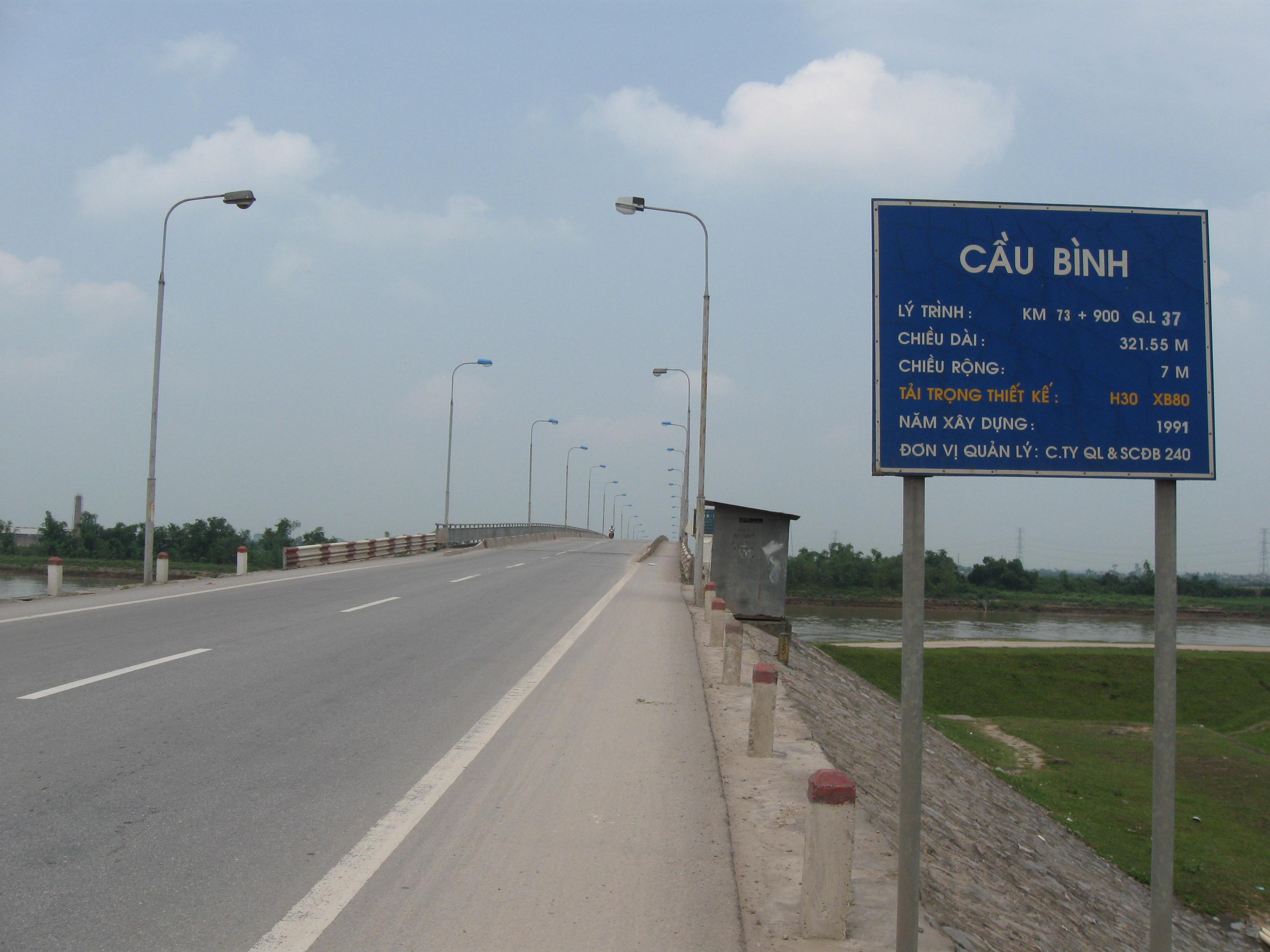
Cầu Bình.

Cầu Bình là cây cầu ở vị trí km 73+900 của quốc lộ 37 bắc qua sông Kinh Thầy, nối huyện Nam Sách với thành phố Chí Linh (tỉnh Hải Dương).

## Thông số kỹ thuật
- Chiều dài cầu: 321.55 m;
- Chiều rộng: 7 m;
- Số nhịp: 8 nhịp;
- Kiểu vật liệu: bê tông;
- Cấp tải trọng: H30;
- Cầu có 2 nhịp thông thuyền là 90 và 120 m;
- Lưu lượng thông xe ngày đêm từ 1.000 đến 1.500 xe.